# 叙情
叙情（抒情、じょじょう）について、大半の国語辞書では「感情を述べ表すこと」を指し、叙事（事実を述べ表すこと）の対義語とされるが、各分野に於いて若干意味合いが変わる。広義では非常に感慨深い様子、対象に対して情緒溢れるものを感じること、胸が締め付けられるような切なさを超えた深い感動を指すもの。

## 音楽における叙情性
叙情という言葉が音楽の世界において用いられる場合、叙情の旋律・叙情的な曲という表現は、上述の本来の意味に付け加え「物哀しい様子」を上乗せして語ることが多く、悲しみ、哀愁、切なさという表現とは若干異なり、そういった単体の感情を超越した意識下にあるさまざまな感情が入り乱れた、胸に訴え掛ける直情的な美旋律を指して「叙情的」と呼ばれる。「叙情的な曲」という印象を受ける曲調は大概、マイナー調で非常に深みのある美しさに対して、その様な印象を受けるケースが殆どである。
よって聴き手の気分をシリアスにさせる比率としては 叙情＞哀愁＞切ない という強度が成り立つ。哀愁であっても気軽に哀愁とは呼べない深い情緒が伴うもの、それが現代の一般論的な叙情性がある曲の定義ともいえる。
また、一般的にヨーロッパ地方のトラッドフォークに通ずるものや「静と動」の様式に則って構成された楽曲などに叙情的と呼ばれる楽曲が多く存在する。
よって、特にダイナミクスやドラマティックな楽曲構成を重んじられるクラシック、ニューエイジ、プログレ、ヘヴィメタルといった音楽ジャンルでは叙情の発生率は必然的に比率は高くなる。

## 叙情画
叙情画とは、蕗谷虹児によって考案された言葉。蕗谷にとっての叙情画は内に秘めた悲しみを外に表した絵。主に『少女画報』『令女界』『少女倶楽部』等の少女雑誌の挿絵を手掛けた、竹久夢二・高畠華宵・蕗谷虹児・加藤まさを・須藤しげる・松本かつぢ・田中良・中原淳一などの描く、大正ロマン薫る美少女画を表すことが多い。

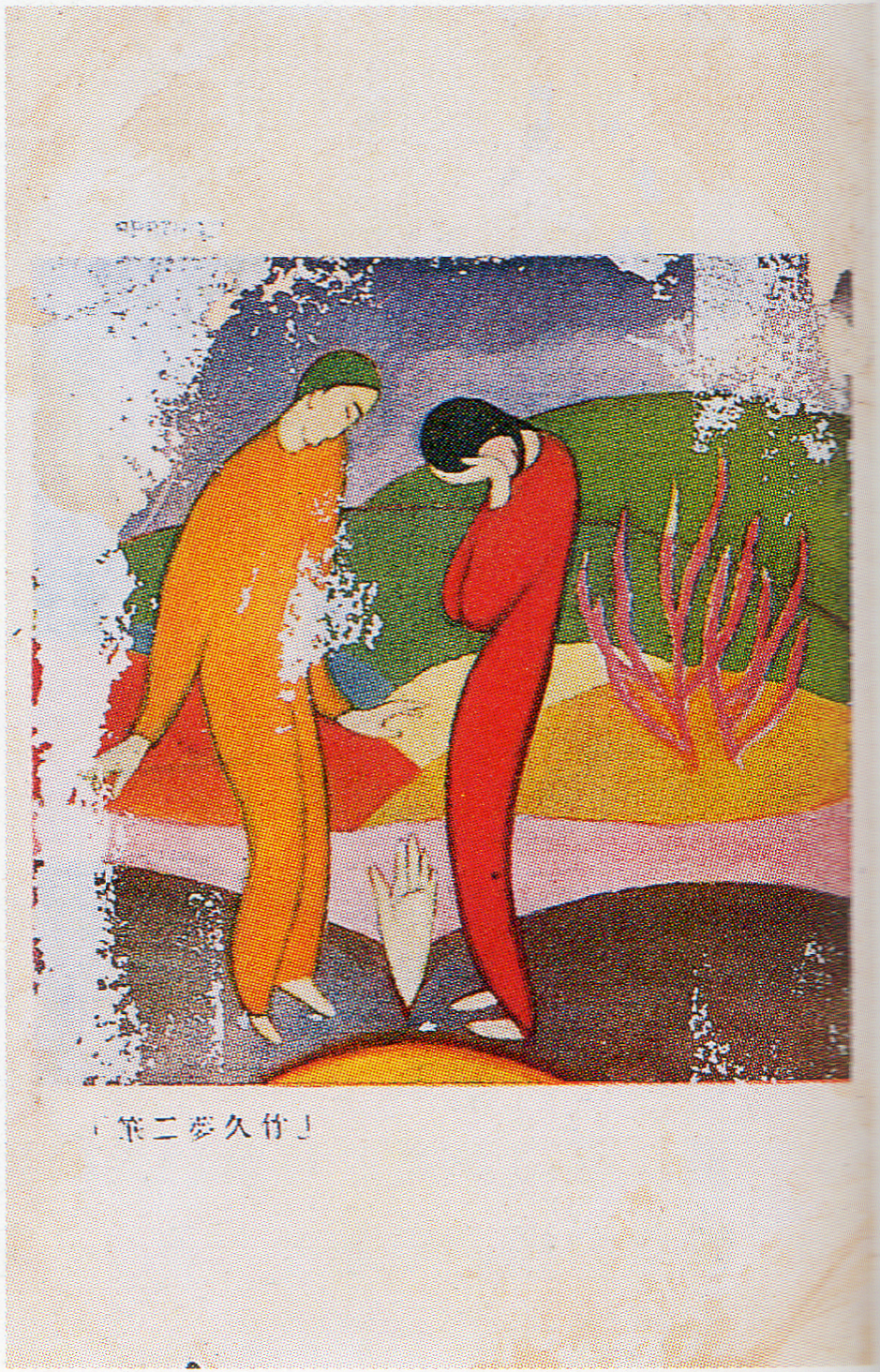
竹久夢二の絵葉書
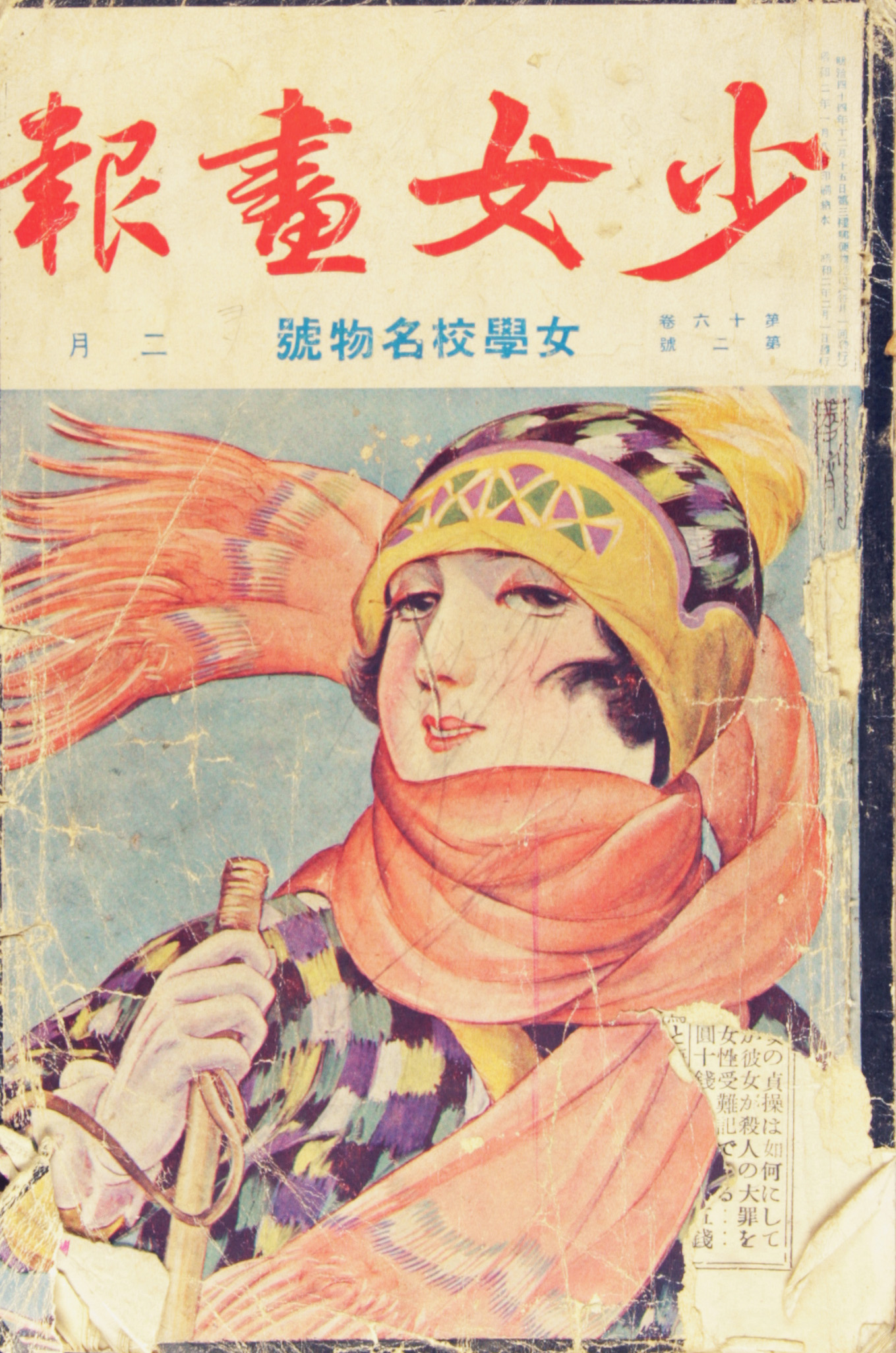
高畠華宵 画『少女画報』1927年（昭和2年）2月号表紙
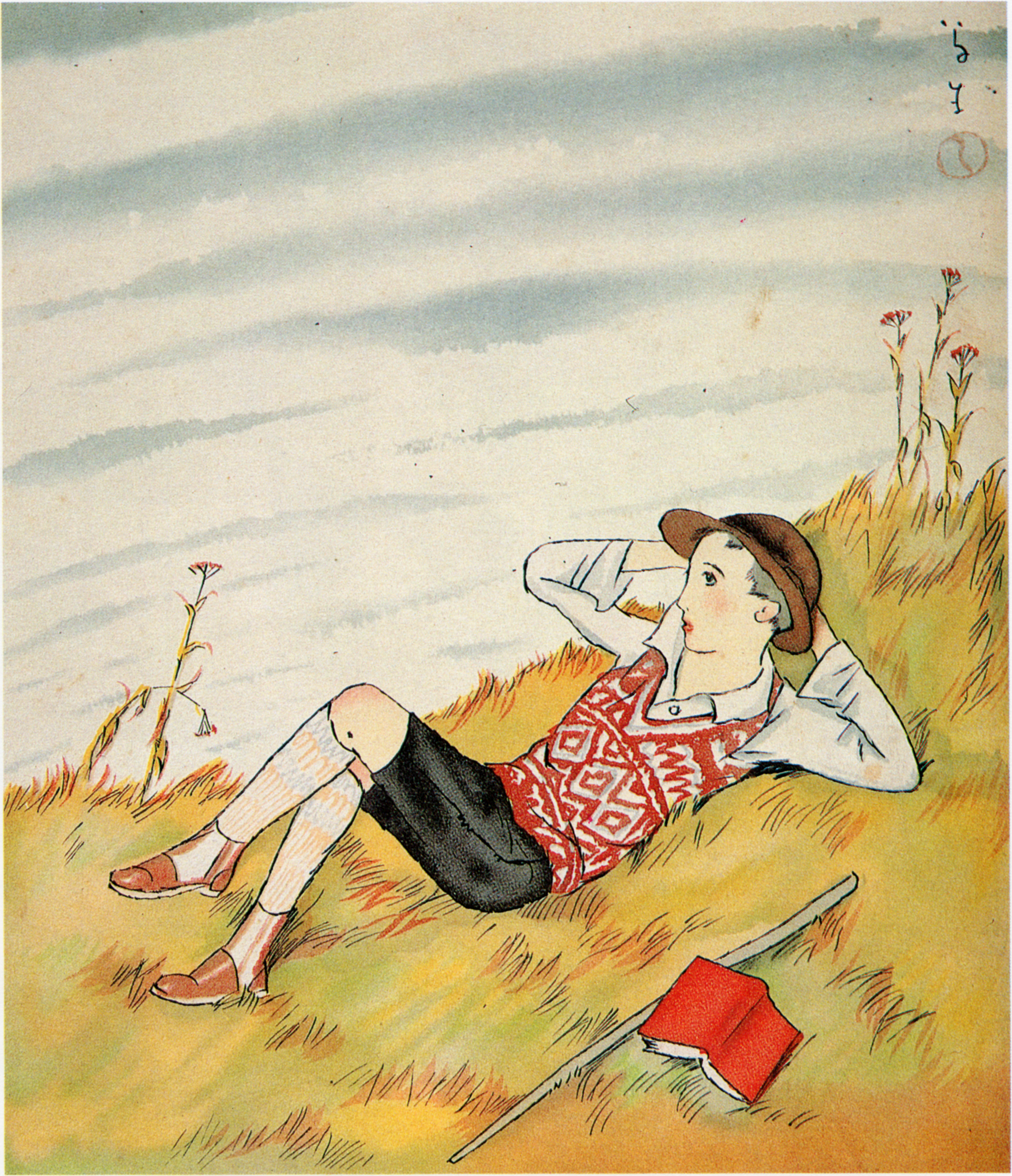
空高き頃(雑誌『大阪の三越』1928年（昭和3年）10月号)

藤井千秋・内藤ルネ・藤田ミラノ・高橋真琴等、昭和以後も活躍する世代もこの流れを受け継いでいるとされる。